# Харламовы
Харламовы — дворянские роды.
Известны несколько родов этой фамилии:
1. Потомки Власия Михайловича Харламова, владевшего населёнными поместьями в самом начале XVII века и записанного в VI часть дворянской родословной книги по Новгородской губернии России[1].
2. Родоначальником Логин Алексеевич Харламов, «верстанный поместным окладом» в 1681 году. Этот род был вписан Губернским дворянским депутатским собранием в VI часть родословной книги по Екатеринославской, Калужской[2], Московской[3], Рязанской и Тульской губерниям Российской империи[4][5].
3. Потомки Николая Артемьевича Харламова, полковника, пожалованного в дворянство российским императором Николаем I.
4. Потомки донских казаков Харламовых[6].

## Описание герба
Щит, разделенный надвое, имеет верхнюю половину зелёного и золотого цветов, разрезанную к правому нижнему углу диагональной чертой, в которой изображен хлебный сноп переменных с полями цветов. В нижней половине, в красном поле, крестообразно положены золотые шпага и стрела, остриями вверх (изм. польский герб Пржестржал).
На щите дворянский коронованный шлем. Нашлемник: пять павлиньих перьев, на середине которых видна летящая в левую сторону золотая стрела. Намёт на щите зелёный и красный, подложенный золотом. Герб рода Харламовых внесен в Часть 6 Общего гербовника дворянских родов Всероссийской империи, стр. 116.
Гербы других дворянских родов этой фамилии были записаны в Часть 15 Сборника дипломных гербов Российского Дворянства, не внесённых в Общий Гербовник, стр. 43 и Часть 20 указанного Сборника, стр. 62.

## Известные представители
- Харламов Семён — воевода в Острове (1614).
- Харламов Игнатий Харитонович — воевода в Тихвине (1616), в Порхове (1617-1618).
- Харламов Игнатий Жданович — московский дворянин (1627-1629).
- Харламов Мирон Девятого — стольник патриарха Филарета (1629).
- Харламов Иван — дьяк (1658-1677).
- Харламов Семён Гаврилович — московский дворянин (1676-1692).
- Харламов Семён — воевода в Острове (1680).
- Харламов Иван — дьяк, воевода в Нежине (1689).
- Харламов Иван Лазаревич — дьяк (1692).
- Харламов Иван Борисович — стряпчий (1692).
- Харламов Осип Борисович — стольник (1686-1692)[9][10].
- Харламов, Фёдор Васильевич (1730—1800) —  генерал-майор, герой Швейцарского похода Суворова.
- Харламов, Иоанн Герасимович — протоиерей Покровского собора в Москве, более прославившийся своей деятельностью переводчика. Кроме того, Харламов (с 1787) был редактором богословских журналов: «Беседы с Богом, или Размышления в утренние часы, на каждый день года», «Размышления о делах Божиих в царстве натуры и провидения, на каждый день года» и «Беседы с Богом, или Размышления в вечерние часы, на каждый день года».
- Харламов, Фёдор Семёнович — (1835—1889) — русский архитектор, академик архитектуры Императорской Академии художеств.